# Prey for Rock & Roll
Prey for Rock & Roll ist ein US-amerikanisches Musikdrama aus dem Jahr 2003. Regie führte Alex Steyermark, das Drehbuch schrieben Cheri Lovedog und Robin Whitehouse.

## Handlung
Die Handlung beginnt am Ende der 1980er Jahre. Jacki und ihre Freundinnen gründen die Musikgruppe Clam Dandy, die in Clubs in Los Angeles auftritt. Die jahrelange Suche eines Produzenten, der eine Schallplatte der Gruppe veröffentlichen würde, bleibt erfolglos.
Nach zehn Jahren finden die Frauen einen Produzenten. Jacki nähert sich jedoch dem Alter von 40 Jahren und bekommt Zweifel, ob sie weiterhin eine Karriere als Musikerin verfolgen sollte. Sie kündigt an, sie würde die Gruppe verlassen, wenn die Platte doch nicht veröffentlicht werden sollte.
Tracy wird drogenabhängig. Sally, die in einer lesbischen Beziehung mit Faith lebt, will, dass ihr kürzlich aus dem Gefängnis entlassener Bruder Animal bei den Frauen einzieht.

## Kritiken
Das Lexikon des internationalen Films schrieb, der Film stelle „Lebensentwürfe und eskapistische Szenarien vor“ sowie zeige „die vier Protagonistinnen auf ihrer persönlichen Suche nach Auswegen aus ihren Lebenskrisen“. Seine Autorin sei „mit dem Metier vertraut“, was „Einblicke ins Showgeschäft“ und „eine Auseinandersetzung mit der Subkultur“ gewährleiste. Prey for Rock & Roll biete jedoch „musikalisch […] nicht allzu viel“.
Ronnie Scheib schrieb in der Zeitschrift Variety vom 10. Juni 2003, der Film wirke vom Anfang bis zum Ende authentisch. Er lobte die „zündenden“ („Dynamite“) Leistungen der Schauspieler, vor allem die „umwerfende“ Darstellung von Gina Gershon.

## Hintergründe
Die Weltpremiere fand am 20. Januar 2003 auf dem Sundance Film Festival, dem das Tribeca Film Festival, das Toronto International Film Festival und zahlreiche weitere Filmfestivals folgten. Er spielte in den Kinos der USA ca. 58 Tsd. US-Dollar ein.